# Arvato Systems
Arvato Systems ist ein international agierendes IT-Unternehmen mit Hauptsitz in Gütersloh. Das Unternehmen ist Teil des Dienstleistungsunternehmens Arvato Group und gehört damit zum Bertelsmann-Konzern.
Arvato Systems firmierte vormals als „Bertelsmann mediaSystems“. Im August 2000 wurde „Bertelsmann mediaSystems“ als neuer Geschäftsbereich in die damalige Arvato AG eingegliedert und 2002 in Arvato Systems umbenannt. Als eine der drei weitgehend selbständig operierenden Einheiten der Arvato Group – neben Riverty (Finanzdienstleistungen) und Arvato (Supply Chain Solutions) – konzentriert sich Arvato Systems auf IT-Lösungen und Services rund um die Digitale Transformation von Unternehmen (B2B). Im Geschäftsjahr 2023 erzielte das Unternehmen mit mehr als 3400 Mitarbeitenden einen Umsatz von 464 Millionen Euro.

## Organisation
Arvato Systems ist eine Unternehmensgruppe und bildet zusammen mit zwei weiteren Säulen den Unternehmensbereich Arvato Group der Bertelsmann SE & Co. KGaA. Die Arvato Systems Gruppe umfasst die Gesellschaften Arvato Systems GmbH, Arvato Systems Digital GmbH, Arvato Systems National Cloud GmbH, Arvato Systems Schweiz AG, Arvato Systems IT S.R.L., Arvato Systems North America Inc., Arvato Systems Malaysia Sdn. Bhd, SIA Arvato Systems Latvia, Vidispine AB.
An der Spitze des Arvato Systems Managements steht als Geschäftsführer Matthias Moeller. Er ist mit Andreas Barth und Frank Schirrmeister zudem Mitglied des Arvato-Group-Management-Boards und Chief Information Officer (CIO) des Bertelsmann-Konzerns.

## Standorte
Arvato Systems ist weltweit an mehreren Standorten vertreten. Der Hauptsitz des Unternehmens befindet sich in Gütersloh, Deutschland. Weitere Standorte in Deutschland sind Baden-Baden, Berlin, Dortmund, Hamburg, Kamp-Lintfort, Köln, Leipzig, München, Oldenburg, Rheda-Wiedenbrück, Rostock und Schortens. International ist Arvato Systems in Kanada, Lettland, Malaysia, Rumänien, Schweiz und USA aktiv. Diese Standorte ermöglichen es dem Unternehmen, seine IT-Dienstleistungen und digitalen Lösungen sowohl regional als auch global anzubieten.

## Leistungen
Arvato Systems unterstützt Kunden bei der Digitalisierung ihrer Unternehmensprozesse und ihrer Geschäftsmodelle. In diesem Kontext werden Beratung, Lösungen und konkrete Produkte sowie Betrieb und Betreuung von IT-Services angeboten. Zielbranchen sind dabei vor allem Versicherungen und Finanzdienstleistungen, Handel und Konsumgüter, Energie- und Versorgungswirtschaft, die Fertigungsindustrie, der Öffentliche Sektor sowie das Gesundheitswesen. Das Unternehmen positioniert sich als Multi-Cloud-Anbieter, der Cloud-Varianten bereitstellt. Neben eigenen Private-Cloud-Infrastrukturen werden sogenannte Managed Services für die Nutzung von Public Cloud Anbietern wie Microsoft Azure, Google und Amazon Web Services angeboten.

## Auszeichnungen als Dienstleister und Arbeitgeber
Arvato Systems wird regelmäßig in verschiedenen Rankings und Listen als führender IT-Dienstleister und Arbeitgeber aufgeführt. Zu den wichtigsten Auszeichnungen gehören:
- ISG Provider Lens: Im Jahr 2024 zeichnete die ISG Arvato Systems im Bereich „Microsoft Cloud Ecosystem“ als „Leader“ aus. Bereits 2022 wurde das Unternehmen in den Kategorien „Digital Business Enablement and ESG Services“ sowie „Public Cloud – Solutions and Services“ ebenfalls als „Leader“ gelistet.[14]
- brandeins „Die besten IT-Dienstleister Deutschlands 2024“: Arvato Systems wurde zum fünften Mal in Folge als Top IT-Dienstleister durch brandeins ausgezeichnet.[15]
- Lünendonk®-Liste 2024: Arvato Systems wird in der Lünendonk®-Liste der „Führenden IT-Beratungs- und Systemintegrations-Unternehmen in Deutschland“ unter den umsatzstärksten IT-Dienstleistern aufgeführt.[16]
- Top Employer: Arvato Systems wurde 11 Mal in Folge als „Top Employer Deutschland“ ausgezeichnet. Diese Zertifizierung bestätigt die kontinuierlich hohen Standards des Unternehmens in den Bereichen Mitarbeiterentwicklung, Arbeitsbedingungen und Unternehmensführung.[17]